# Bill Walsh (Produzent)
Bill Walsh (* 30. September 1913 in New York City; † 27. Januar 1975 in Los Angeles; eigentlich William Crozier Walsh) war ein US-amerikanischer Filmproduzent, Drehbuchautor und Comicautor, der von 1943 bis zu seinem Tod für Walt Disney arbeitete. 1965 erhielt er für den Film Mary Poppins in zwei Kategorien eine Oscarnominierung.

## Leben
Walsh wurde als Sohn eines Kanadiers und einer Irin in New York geboren, seine Jugendzeit verbrachte er bei Verwandten in Cincinnati, wo er auch die  Universität besuchte. In den 1930er und 40er Jahren arbeitete er für eine PR-Agentur und wurde später deren Teilhaber. Dabei lernte er den Schauspieler und Bauchredner Edgar Bergen kennen und arbeitete für ihn als Autor. 1943 begann er bei den Disney-Studios, gleichzeitig in der PR-Abteilung und als Comicautor für die Comicstrips von Floyd Gottfredson. In den Jahren 1950/1951 begann Walsh im Auftrag von Walt Disney damit, Sendungen für das Fernsehen zu produzieren. Dabei entstanden zuerst Zeichentrickproduktionen, ab 1955 wandte er sich Realfilmen zu.
Bill Walsh war an einer großen Anzahl von populären und erfolgreichen Disney-Filmen beteiligt, zu den größten Erfolgen zählen die Filme um den VW Käfer Herbie. Weniger als ein Jahr nachdem der zweite Film mit Herbie in die Kinos kam, starb Walsh im Alter von 61 Jahren an einem Herzinfarkt.

## Nominierungen und Auszeichnungen
- 1962 nominiert für den WGA Award in der Kategorie Best Written American Comedy für Der fliegende Pauker
- 1965 ausgezeichnet mit dem WGA Award in der Kategorie Best Written American Musical für Mary Poppins
- 1965 nominiert für den Oscar in der Kategorie Bester Film (gemeinsam mit Walt Disney) für Mary Poppins
- 1965 nominiert für den Oscar in der Kategorie Bestes adaptiertes Drehbuch (gemeinsam mit Don DaGradi) für Mary Poppins
- 1966 nominiert für den WGA Award in der Kategorie Best Written American Comedy für Alles für die Katz
- 1966 nominiert für den Edgar in der Kategorie Bester Film für Alles für die Katz

## Filmografie (Auswahl)
- 1955–1956: The Mickey Mouse Club (Fernsehserie, zehn Folgen) – Produktion
- 1955: Der kleine Rebell (The Littlest Outlaw) – Drehbuch
- 1955: Davy Crockett, König der Trapper (Davy Crockett, King of the Wild Frontier) – Co-Produktion
- 1956: Flußpiraten (Davy Crockett and the River Pirates) – Co-Produktion
- 1956: Zug der Furchtlosen (Westward Ho the Wagons!) – Produktionsbeteiligung
- 1959: Der unheimliche Zotti (The Shaggy Dog) – Produktionsbeteiligung und Drehbuch-Co-Autor
- 1960: Toby Tyler (Toby Tyler, or Ten Weeks with a Circus) – Produktion und Drehbuch-Co-Autor
- 1961: Der fliegende Pauker (The Absent Minded Professor) – Drehbuch und Produktionsbeteiligung
- 1962: Champagner in Paris (Bon Voyage!) – Drehbuch und Produktionsbeteiligung
- 1962: Der Pauker kann’s nicht lassen (Son of Flubber) – Co-Produktion und Drehbuch-Co-Autor
- 1964: Mary Poppins (Mary Poppins) – Co-Produktion und Drehbuch-Co-Autor
- 1964: Merlin Jones – Der Mann, der zu viel wusste (The Misadventures of Merlin Jones) – Story
- 1965: Alles für die Katz (That Darn Cat!) – Co-Produktion und Drehbuch-Co-Autor
- 1966: Robin Crusoe, der Amazonenhäuptling (Lt. Robin Crusoe, U.S.N.) – Co-Produktion und Drehbuch-Co-Autor
- 1968: Käpt’n Blackbeards Spuk-Kaschemme (Blackbeard's Ghost) – Co-Produktion und Drehbuch-Co-Autor
- 1968: Ein toller Käfer (The Love Bug) – Produktion und Drehbuch-Co-Autor
- 1971: Die tollkühne Hexe in ihrem fliegenden Bett – Produktion und Drehbuch-Co-Autor
- 1971: Cowboy John (Scandalous John) – Produktion und Drehbuch-Co-Autor
- 1973: Big Boy – Der aus dem Dschungel kam (The World's Greatest Athlete) – Produktion
- 1974: Herbie groß in Fahrt (Herbie Rides Again) – Produktion und Drehbuch
- 1975: Wer hat unseren Dinosaurier geklaut? (One of Our Dinosaurs Is Missing) – Produktion und Drehbuch